# Mamuša
'Mamushë en albanais et Mamuša en serbe latin (en serbe cyrillique : Мамуша) est une localité du Kosovo située dans la commune/municipalité de Prizren et dans le district de Prizren/Prizren. Selon le recensement kosovar de 2011, elle compte 5 507 habitants,, dont une majorité de Turcs.
Selon le découpage administratif kosovar, elle est le centre administratif d'une commune/municipalité qui porte son nom et qui ne compte qu'une seule localité ; selon la Serbie, elle est une localité rattachée à la commune/municipalité de Prizren.

## Démographie

### Évolution historique de la population
| 1948  | 1953  | 1961  | 1971  | 1981  | 1991  | 2011  |
| ----- | ----- | ----- | ----- | ----- | ----- | ----- |
| 1 352 | 1 500 | 1 590 | 2 038 | 2 752 | 3 297 | 5 507 |

|  |

### Répartition de la population par nationalités (2011)
En 2011, les Turcs représentaient 93,12 % de la population et les Albanais 5,94 %.

## Politique
Aux élections de 2009, les 15 sièges de l'assemblée municipale se répartissaient de la manière suivante :
| Parti                                    | Sièges |
| ---------------------------------------- | ------ |
| Parti démocratique turc du Kosovo (KDTP) | 11     |
| Alliance pour un nouveau Kosovo (AKR)    | 2      |
| Ligue turque du Kosovo (KTB)             | 1      |
| Parti démocratique du Kosovo (PDK)       | 1      |

Arif Bütüç, membre du KDTP, a été élu maire de la commune/municipalité.